# Paulo César da Silva
Paulo César da Silva Barrios (1 de febrer del 1980 a Asunción) és un futbolista paraguaià.
Ha jugat per la selecció nacional paraguaiana des del 2000. L'any 2010 disputà el Mundial de Sud-àfrica. Ha jugat al Reial Saragossa en la lliga espanyola.